# Florestal
Florestal là một đô thị thuộc bang Minas Gerais, Brasil. Đô thị này có diện tích 194,356 km², dân số năm 2007 là 5928 người, mật độ 30,5 người/km².